# Turning Point (2021)
Turning Point (2021) – gala wrestlingu zorganizowana przez amerykańską federację Impact Wrestling, która była transmitowana na żywo za pomocą platformy Impact Plus. Odbyła się 20 listopada 2021 w Sam’s Town Live w Las Vegas  Była to piętnasta gala z cyklu Turning Point.
Karta walk składała się z dziewięciu pojedynków, a samo wydarzenie poprzedził pre show. Walką wieczoru był Full Metal Mayhem match, w którym Moose obronił tytuł Impact World Championship przeciwko Eddiemu Edwardsowi. W trakcie wydarzenia wszyscy mistrzowie zachowali tytuły mistrzowskie po zwycięstwie nad rywalami.
Na Turning Point zadebiutował Jonah.

## Rywalizacje
Turning Point oferowało walki wrestlingu z udziałem różnych zawodników na podstawie przygotowanych wcześniej scenariuszy i rywalizacji, które są realizowane podczas cotygodniowych odcinków programu Impact!. Wrestlerzy odgrywają role pozytywnych (face) lub negatywnych bohaterów (heel), którzy rywalizują pomiędzy sobą w seriach walk mających budować napięcie.

### Mickie James vs. Mercedes Martinez
Na gali Knockouts Knockdown (9 października) Mercedes Martinez w finale turnieju o miano pretendentki do walki o Impact Knockouts Championship pokonała Tashę Steelz. Dwa tygodnie później, na gali Bound for Glory Mickie James została nową mistrzynią po zwycięstwie nad Deonną Purrazzo. W odcinku Impactu! z 4 listopada James obroniła tytuł mistrzowski przeciwko Madison Rayne, po czym skonfrontowała się z Martinez, która wyzwała ją na pojedynek o Impact Knockouts Championship na Turning Point. Tydzień później Mercedes pokonała Rayne, następnie po meczu została zaatakowana przez przegraną. James przegoniła Rayne, a potem niespodziewanie stała się celem ataku ze strony Mercedes.

### Trey Miguel vs. Laredo Kid
W odcinku Impactu! z 4 listopada Laredo Kid pokonał Steve’a Maclina, Rohita Raju i Black Taurusa w Four Way matchu, zostając pretendentem do walki o Impact X Division Championship przeciwko Trey’owi Miguelowi.

### The IInspiration vs. Decay
Na Bound for Glory The IInspiration (Cassie Lee i Jessica McKay) pokonały Decay (Rosemary i Havok), zostając nowymi mistrzyniami Impact Knockouts Tag Team. 4 listopada Lee i McKay zostały zaproszone do talk-show Madison Rayne pod tytułem Locker Room Talk, co okazało się pułapką zastawioną przez Decay. Byłe mistrzynie, wykorzystując swoje paranormalne moce, przekazały rywalkom, że spotkają się w walce rewanżowej o tytuły mistrzowskie na Turning Point.

### The Good Brothers vs. Bullet Club
W odcinku Impactu! z 21 października FinJuice (David Finlay i Juice Robinson) i Bullet Club (Chris Bey i Hikuleo) stoczyli pojedynek o miano pretendentów do walki o tytuł Impact World Tag Team Championship z The Good Bothers (Doc Gallows i Karl Anderson) na Bound for Glory. Mecz zakończył się podwójnym przypięciem, wobec czego wiceprezes federacji, Scott D’Amore, ustalił trzydrużynowe starcie na wspomnianej gali. W czasie wydarzenia The Good Brothers wykorzystali osłabienie Bullet Club przez FinJuice i obronili tytuły mistrzowskie. Finlay i Robinson, czując się oszukanymi, 4 listopada stawili czoło mistrzom. Spotkanie zakończyło się brakiem rezultatu, ponieważ Bullet Club zaatakował obie drużyny. Tydzień później Chris Bey i El Phantasmo pokonali FinJuice, zostając pretendentami do walki z The Good Brothers na Turning Point. Po meczu mistrzowie skonfrontowali się ze zwycięzcami, lecz chwilę później Bullet Club zmusił ich do wycofania się z ringu.

### Moose vs. Eddie Edwards
W odcinku Impactu! z 11 listopada Eddie Edwards pokonał W. Morrisseya i Matta Cardonę w Three Way matchu, zostając pretendentem do walki o tytuł Impact World Championship z Moosem.

## Karta walk
Zestawienie zostało opracowane na podstawie źródeł:
| Nr | Walki*                                                                                          | Stypulacje                                              | Czas  |
| --- | ----------------------------------------------------------------------------------------------- | ------------------------------------------------------- | ----- |
| 1P | FinJuice (David Finlay i Juice Robinson) pokonali Raja Singha i Rohita Raju                     | Tag Team match                                          | 8:19  |
| 2P | Jordynne Grace (c) pokonała Chelsea Green                                                       | Singles match o Impact Digital Media Championship       | 8:14  |
| 3 | Chris Sabin pokonał Ace’a Austina (z Madmanem Fultonem)                                         | Singles match                                           | 12:58 |
| 4 | Violent By Design (Eric Young i Joe Doering) (z Deanerem) pokonali Heatha i Rhino               | Tag Team match                                          | 7:51  |
| 5 | Rich Swann (z Williem Mackiem) pokonał VSK (z Zicky’m Dice’em)                                  | Singles match                                           | 6:08  |
| 6 | W. Morrissey pokonał Matta Cardonę                                                              | Singles match                                           | 8:54  |
| 7 | The IInspiration (Cassie Lee i Jessica McKay) (c) pokonały Decay (Rosemary i Havok)             | Tag Team match o Impact Knockouts Tag Team Championship | 10:21 |
| 8 | Trey Miguel (c) pokonał Laredo Kida i Steve’a Maclina                                           | Three Way match o Impact X Division Championship        | 8:53  |
| 9 | Mickie James (c) pokonała Mercedes Martinez                                                     | Singles match o Impact Knockouts Championship           | 9:28  |
| 10 | Gallows i Anderson (Doc Gallows i Karl Anderson) (c) pokonali Bullet Club (Chris Bey i Hikuleo) | Tag Team match o Impact World Tag Team Championship     | 7:42  |
| 11 | Moose (c) pokonał Eddiego Edwardsa                                                              | Full Metal Mayhem match o Impact World Championship     | 31:34 |
| (c) – mistrz/mistrzyni przed walkąP – walka będzie miała miejsce w pre-show*Karta może jeszcze ulec zmianie |                                                                                                 |                                                         |       |